# Бухарестский филармонический оркестр
Бухарестский филармонический оркестр, собственно Оркестр филармонии имени Джордже Энеску (рум. Orchestra Filarmonicii George Enescu) — румынский симфонический оркестр, основанный в 1868 году и базирующийся в Бухаресте.
Филармоническое общество Румынии (рум. Societatea Filarmonica Romana) было создано и возглавлено Эдуардом Вахманом, молодым и амбициозным преподавателем незадолго до этого основанной Бухарестской консерватории. С 1889 года главной концертной площадкой оркестра стало новопостроенное здание Румынского Атенеума. Джордже Энеску, наиболее известный на международном уровне румынский композитор, начал своё сотрудничество с оркестром ещё 16-летним юношей, продирижировав в марте 1898 года своим первым сочинением, «Румынской поэмой»; после смерти Энеску в 1955 году оркестру было присвоено его имя.
Подъём оркестра и обретение им международной репутации было связано с именем Джордже Джорджеску, с самого начала 1920-х гг. внедрявшего в репертуар новейшие достижения мировой музыкальной мысли вплоть до произведений композиторов «Шестёрки». После изгнания Джорджеску в 1944 году, когда Румыния из союзника нацистской Германии превратилась в её противника и поспешила избавиться от ряда общественных и культурных фигур, успешных при прежнем курсе, оркестр вскоре оправился от потрясений под руководством молодого Константина Сильвестри, после эмиграции которого в коллектив вернулся Джорджеску.

## Главные дирижёры
- Эдуард Вахман (1868—1907)
- Димитрие Динику (1907—1920)
- Джордже Джорджеску (1921—1944)
- Джордже Коча (1944—1945)
- Эманоил Чомак (1945—1947)
- Константин Сильвестри (1947—1953)
- Джордже Джорджеску (1953—1964)
- Мирча Басараб (1964—1968)
- Думитру Капояну (1968—1972)
- Йон Войку (1972—1982)
- Михай Бредичану (1982—1990)
- Дан Григоре (1990)
- Кристиан Мандял (1991—2012)
- Кристиан Бадя (с 2012 г.)

## Приглашенные дирижёры
- Юрий Ботнари